# Jorge Varanda
Jorge de Sá Martins Varanda (Luanda, 1953 – Lisboa, 2008) foi um artista plástico português.
Artista com um percurso marginal que abraçou diversos suportes: a pintura, a ilustração, as artes gráficas, a produção de diaporamas, a intervenção em arquitectura, a realização de filmes e a banda desenhada. 
Irmão do arquitecto Fernando Varanda.